# بازگشت طولانی جونز (فیلم)
بازگشت طولانی جونز (به انگلیسی: Along Came Jones) فیلمی محصول سال ۱۹۴۵ و به کارگردانی استوارت هایسلر است. در این فیلم بازیگرانی همچون گری کوپر، لرتا یانگ، دن دوریا، ویلیام دمارست، فرانک سالی، دان کاستلو، والتر سانده، راسل سیمپسون، ویلارد رابرتسن، ری تیل، لین چندلر، ارویل آلدرسون و هنک بل ایفای نقش کرده‌اند.